# Olympische Sommerspiele 1988/Teilnehmer (Ecuador)
| Gelbes Symbol für Goldmedaillen mit stilisierten Olympischen Ringen | Graues Symbol für Silbermedaillen mit stilisierten Olympischen Ringen | Braundes Symbol für Bronzemedaillen mit stilisierten Olympischen Ringen |
| ------------------------------------------------------------------- | --------------------------------------------------------------------- | ----------------------------------------------------------------------- |
| —                                                                   | —                                                                     | —                                                                       |

Ecuador nahm an den Olympischen Sommerspielen 1988 in Seoul, Südkorea, mit einer Delegation von 13 (zehn Männer und drei Frauen) teil.

## Teilnehmer nach Sportarten

### Boxen
- Laurensio Mercado
Halbmittelgewicht: 9. Platz

### Gewichtheben
- Edwin Mata
Bantamgewicht: 20. Platz

- José García
Federgewicht: Gruppenphase

- Jhon Sichel
Halbschwergewicht: 15. Platz

### Leichtathletik
- Rolando Vera
10.000 Meter: 15. Platz

- José Quiñaliza
Dreisprung: 25. Platz in der Qualifikation

- Fidel Solórzano
Zehnkampf: DNF

- Liliana Chalá
Frauen, 400 Meter: Viertelfinale
Frauen, 400 Meter Hürden: Vorläufe

- Nancy Vallecilla
Frauen, 100 Meter Hürden: Vorläufe

### Radsport
- Nelson Mario Pons
Sprint: 2. Runde
1000 Meter Einzelzeitfahren: 19. Platz

### Schießen
- Hugo Romero
Luftgewehr: 45. Platz

- Inés Margraff
Frauen, Luftpistole: 37. Platz

### Wasserspringen
- Abraham Suárez
Kunstspringen: 30. Platz in der Qualifikation